# Phonetische Suche
Die phonetische Suche ist ein Suchverfahren zur Suche nach ähnlich klingenden Wörtern (Homöophone) und Lauten in den menschlichen Sprachen. Dabei wird mit Hilfe der Phonetik bzw. der Phonologie versucht, eine phonetische („klangliche“) Repräsentation eines Wortes zu finden und nach dieser zu suchen – zwei Wörter „passen“ dann zueinander, wenn sie die gleiche phonetische Repräsentation aufweisen.
Um eine phonetische Repräsentation zu finden, werden die Wörter in Phoneme zerlegt. Je nachdem wie „unscharf“ die Suche sein soll, werden dabei ähnliche Laute zusammengefasst. Im einfachsten Fall werden dann nur die phonetische Repräsentation des Suchbegriffes mit den phonetischen Repräsentationen der zu durchsuchenden Wörter verglichen. So wird dann zum Beispiel auch „Maier“ und „Mayr“ gefunden, wenn nach „Meier“ gesucht wurde.
Phonetische Suche wird beispielsweise von Suchmaschinen, Online-Wörterbüchern oder Rechtschreibprüfungsprogrammen eingesetzt.